# فریتس اشمیت
فریتس اشمیت (انگلیسی: Fritz Schmidt) (۱۹ مارس ۱۹۴۳ – ۱۲ اوت ۲۰۲۴)  بازیکن هاکی روی چمن اهل آلمان غربی بود.
او برندهٔ جوایزی همچون برگ بوی نقره‌ای شده‌ بود.